# ディーコン対戦車自走砲
ディーコン AEC マークI ガンキャリアー（AEC Mk.I Gun Carrier, Deacon）は、第二次世界大戦中、イギリス陸軍で運用された装甲戦闘車輛である。
オードナンス QF 6ポンド砲を自走砲化しようという試みから作られた。この車輛は、1942年から1943年の北アフリカの戦いでのみ使用された。

## 概要
ディーコン（助祭）は、北アフリカのイギリス軍部隊に、機動力を持つ対戦車兵器を供給するべく1942年に開発された。本車の名称は、イギリス陸軍が自軍の自走砲に教会にまつわる名をつけたことに基づく。
トラックに小型砲を車載する様式は一般的にガン・ポーティ（ポーティとも略される）と称され、対戦車砲に機動性を与える簡易自走砲であった。ディーコンもQF 6ポンド（57 mm）砲をトラックの後部に搭載した。これによって砲の射界は若干失われたが、素早く機動することができた。オードナンス QF 6ポンド砲の砲口初速は900 m/s、有効射程は4,600 mであった。
ディーコンの基礎となった車体はAECマタドールトラックである。シャシー背後を平滑な砲床とし、6ポンド砲を装着した。砲には周囲をとりまく装甲が取り付けられた。砲手と装填手はこの装甲の中から砲を操作した。従来の運転席は、エンジンと運転手席を遮蔽する四角い装甲構造と入れ替えられた。
1942年12月から生産され、合計175輌が製造された。

## 運用
ディーコンは、北アフリカにおいてドイツ軍の装甲車両に対して投入された。地形や環境から、戦車と同等の機動性能を発揮できるとされたためである。
第76対戦車連隊はエル・ハンマに配備され、王立砲兵隊はIII号戦車を含むドイツ軍に対抗して勝利した。
参加車両は作戦終了後に引き揚げられた。少数の車輛は装甲弾薬運搬車に改造された。また若干の車輛がトルコに売却された。